# Antepipona ornaticaudis
Antepipona ornaticaudis är en stekelart som beskrevs av Cameron 1909. Antepipona ornaticaudis ingår i släktet Antepipona och familjen Eumenidae. Inga underarter finns listade i Catalogue of Life.